# Памятник Юрию Долгорукому
Па́мятник Ю́рию Владимировичу Долгору́кому — скульптурный памятник князю Ростово-Суздальскому, Великому князю Киевскому, при котором Москва впервые была упомянута в летописи в 1147 году. Установлен в 1954 году на Тверской площади (c 1918 по 1993 год называвшейся Советской), напротив здания Мэрии Москвы (в советскую эпоху — здание Моссовета). Скульпторы С. М. Орлов, А. П. Антропов, Н. Л. Штамм, архитектурное оформление В. С. Андреева.
Памятник, заменивший Монумент советской конституции со статуей свободы работы Н. А. Андреева 1919 года, построенный на месте снесенной в 1918 году конной статуи генерала Скобелева, стал одним из символов столицы. Вокруг него сложился ряд легенд в московском городском фольклоре.

## История создания
800-летие Москвы осенью 1947 года по решению советского руководства планировалось отметить с особым размахом. Это был первый послевоенный большой юбилей, который рассматривался также как «генеральная репетиция» к торжествам по случаю 30-летия Октябрьской революции.
1147 год, традиционно считающийся годом основания города, на самом деле является годом первого летописного упоминания о Москве; историкам к середине XX века уже было хорошо известно, что селение на месте Москвы существовало как минимум за 200 лет до княжения Юрия Долгорукого, и князь никак не мог «основать» его. До сих пор остаётся неясным вопрос, была ли построена при князе Юрии в этом селении крепость (городище), или она существовала ранее. Тем не менее, празднование юбилея проводилось в соответствии с датой, ставшей традиционной. Фигуре Юрия Долгорукого при этом уделялось особое внимание.
По личному распоряжению И. В. Сталина в 1946 году была даже снаряжена экспедиция в Киев во главе с археологом и антропологом М. М. Герасимовым с целью разыскать останки Юрия Долгорукого. По идее Сталина, во время юбилейных торжеств должно было состояться торжественное перезахоронение праха князя. Однако экспедиция оказалась неудачной; при изучении существующего и поныне «официального» места захоронения князя выяснилось, что оно ложное.
В том же 1946 году, в сентябре, состоялся конкурс на лучший проект памятника. Победителем был объявлен проект С. М. Орлова. За него в том же году скульптор был удостоен Сталинской премии. Как утверждает Александр Васькин, Сталин лично выбрал среди прочих претендентов кандидатуру Орлова, о котором высоко отозвался на кремлёвском приеме американский посол Аверелл Гарриман.
Церемония закладки памятника состоялась 6 сентября 1947 года, во время празднования 800-летия Москвы. Однако город не скоро увидел монумент. Между соавторами постоянно возникали разногласия: Сергея Орлова, обладавшего неуживчивым характером, было трудно убедить в том, что художественные приёмы, допустимые в малой пластике, не всегда подходят для монументального искусства. Споры были не только между соавторами: Орлов конфликтовал и с властями. Люди, хорошо его знавшие, рассказывали впоследствии, что скульптор был категорически против текста посвящения на памятнике: «Основателю Москвы от Советского правительства». Как ни странно, ему удалось отстоять свою точку зрения, на монументе Советское правительство не упоминается. На скорости работ сказывалось также недостаточное финансирование: московский юбилей обозначился одновременным стартом нескольких грандиозных проектов, в частности, закладкой «сталинских высоток».
Ещё одна легенда рассказывает об утверждении Сталиным окончательного варианта памятника. Вождь, внимательно рассмотрев модель, сказал только: «Почему у Вас, товарищ Орлов, Долгорукий сидит на кобыле? Жеребец подчеркнёт мужественность основателя Москвы». Реплика оказалась неожиданной, авторы не нашли что ответить, а в проект срочно внесли изменения. Эта легенда получила своеобразное продолжение уже во времена Хрущёва. По другой версии, которую высказал Николай Малинин, уже готовой статуе ночью припаяли недостающий орган и сделали из кобылы коня.
Торжественное открытие памятника состоялось 6 июня 1954 года. Он был изготовлен на Мытищинском заводе художественного литья имени народного художника Е. Ф. Белашовой скульптором-литейщиком по бронзе Гавриилом Савинским и обошёлся городскому бюджету в 5,5 млн рублей.

## Художественные особенности
Изображений князя не сохранилось, поэтому авторы скульптуры создали собирательный образ русского богатыря на боевом коне, облачённого в ратные доспехи. Всадник, остановив коня и привстав в стременах, властным жестом как бы указывает на место для новой крепости. Подробно исполнены все элементы боевого облачения: шишака с бармицей на голове, байданы на торсе. Так же тщательно прорисованы элементы конской сбруи. Круглый щит, закреплённый на левой руке князя, украшен древним геральдическим знаком Москвы — Георгием Победоносцем (князь Юрий — тезоименитый святому Георгию).
Постамент памятника украшен поверху орнаментальной резьбой на мотивы рельефов знаменитого памятника древнерусского зодчества — Георгиевского собора в Юрьеве-Польском. Использованы изображения кентавра, птицы Сирин, василиска, птицы Феникс, грифонов, стилизованные изображения льва и оленя. Обращает на себя внимание то, что наряду с фольклорными образами славянской мифологии в рельефе широко использованы античные мотивы, воспринятые древнерусскими мастерами через византийское искусство. Тем самым авторы памятника иллюстрировали, на какой богатой почве расцвела культура колыбели Москвы — Владимиро-Суздальской Руси.
В скульптурном памятнике ярко проявились тенденции советского искусства конца 1940-х — начала 1950-х: склонность к поверхностному жизнеподобию, чрезмерное внимание к второстепенным деталям, тяга к украшательству. Такой подход нередко замутнял изначальную художественную идею, вступая в противоречие с логикой построения формы (см. также Сталинский ампир).

## Памятник в восприятии москвичей и властей
Памятник Юрию Долгорукому сразу же вызвал неоднозначную реакцию как общественности, так и властей.
Одна из легенд гласит, что в момент, когда спало брезентовое покрывало, кто-то из толпы крикнул: «Ну до чего похож!». По другой версии, крикнули диаметрально противоположное: «Не похож!». Первая реплика приписывается писателю Зиновию Паперному; вторая — композитору-песеннику Сигизмунду Кацу. Как бы то ни было, в этом эпизоде обозначено стилистическое несоответствие: памятник-символ полулегендарной личности был решён подробно, портретно, со множеством деталей. Претензия на историческую достоверность, усиленная патетическим жестом бронзового князя, и стала поводом для шутки.
Однако ещё до открытия памятника «основателю Москвы» Советская площадь была у москвичей на устах, заслужив репутацию «несчастливого места». Дело в том, что здесь в 1912—1918 годах стоял многофигурный монумент генералу Скобелеву, герою русско-турецкой войны 1877—1878 годов.
В соответствии с ленинским планом монументальной пропаганды он был уничтожен как памятник «слуге царизма», а на его месте осенью 1918 года появился 26-метровый трёхгранный обелиск в честь советской конституции. Стройный памятник в июне 1919 года был дополнен статуей Свободы работы Николая Андреева, для которой позировала племянница Станиславского Вера Алексеева (по другой версии — прототипом стала актриса МХАТа Евгения Хованская, славившаяся своей красотой). Скульптор, работая над статуей, вдохновлялся динамичными формами античного изваяния Ники Самофракийской. Памятник полюбился москвичам и даже вошёл в московский фольклор; к примеру, в анекдот тех лет:
— Почему «Свобода» против Моссовета?  
— Потому что Моссовет против свободы! 
Монументу не суждено было долго простоять. Уже к концу 1930-х годов он нуждался в реставрации, так как изготовлен был наспех, из недолговечных материалов низкого качества: обелиск был сложен из кирпича и оштукатурен «под гранит», а статуя отлита из бетона. Но до реставрации дело не дошло: незадолго до Великой Отечественной войны, 22 апреля 1941 года, монумент был разрушен под предлогом расчистки площади. Голова статуи Свободы ныне хранится в Третьяковской галерее, попав туда совершенно случайным образом. Поэт Анатолий Мариенгоф впоследствии иронично отмечал:
Площадь меняла памятники, как меняет мужей современная женщина. Перед ампирным дворцом сначала стоял белый генерал по фамилии Скобелев, потом олицетворявшая свободу замоскворецкая молодуха в древнеримском одеянии. Теперь на площади высится монумент основателю Москвы. Он крепко оседлал лошадь Васнецова с картины «Три богатыря».
В ещё одной легенде говорится, что Н. С. Хрущёв сильно недолюбливал памятник Юрию Долгорукому. Однажды, проезжая по улице Горького (так тогда именовалась Тверская) в дурном расположении духа, он обратил внимание на то, что гениталии у жеребца изваяны довольно крупными и чересчур натуралистичными. Раскипятившись, Хрущёв приказал немедленно исправить безобразие. На следующий день бронзового коня под Юрием Долгоруким «оскопили». Москвичи на это сразу же отреагировали шуткой: «при царях Скобелев скакал на жеребце, а при Советской власти Долгорукий — на мерине». Памятник вызвал недовольство старых большевиков и космополитической интеллигенции.
После открытия памятника в Моссовет стали поступать письма от наиболее активных коммунистов и старых большевиков с требованием убрать «идейно чуждый» монумент «представителю эксплуататорских классов». В некоторых из них делался особый акцент на то, что памятник князю стоит на Советской площади. Письма шли массовым потоком; были отклики даже от иностранных коммунистов. В 1959 году известный английский коммунист Эндрю Ротштейн, долгое время живший в Москве, писал начальнику Главмосстроя В. Ф. Промыслову:
В сравнении с монументом Свободы Юрий Долгорукий в художественном и политико-символическом значении, мне кажется, не на месте...
Это и в самом деле был первый памятник в советской Москве человеку, никак не связанному с коммунистической идеологией или революционным движением. Идеологические критики справедливо указывали на отступление от ленинской программы монументальной пропаганды.
В 1962 году вышло постановление ЦК КПСС и Совета Министров СССР «О воссоздании к 7 ноября 1964 года монумента Свободы на Советской площади». Памятник Юрию Долгорукому планировали перенести в сквер у Новодевичьего монастыря. Однако в октябре 1964 года Н. С. Хрущёв лишился всех своих постов. Новой правительственной верхушке было в те дни не до памятника, а впоследствии советское руководство предпочитало не вспоминать об инициативе Никиты Сергеевича.
В «годы застоя» бронзовый Юрий Долгорукий москвичами по-прежнему воспринимался как чужеродный элемент, близкий разве что приезжим. Известен анекдот тех лет:
Грузин вышел из ресторана «Арагви» в Москве и увидел памятник Юрию Долгорукому. Изумился и спросил своего приятеля: «Кто это такой?» «Как, ты не знаешь? Это Юрий Долгорукий». «Слушай, что он такое сделал, что ему памятник поставили?» Тот отвечает: «Слушай, он Москву основал». «Вай, какой хороший человек! Какой город построил вокруг ресторана „Арагви“!» 
Ситуация стала меняться в процессе перестройки, когда на волне демократизации московский день города стал регулярным праздником, и окончательно переломилась при Юрии Лужкове. Все официальные мероприятия, связанные с открытием Дня города, проводились на фоне памятника «основателю Москвы»; изображение монумента широко тиражировалось на праздничных плакатах. Московские осторословы отметили любовь мэра к своему тёзке, пустив шутку: «Один Юрий — Долгорукий, а другой — Долгосрочный».

## Дополнительные сведения
- В «Архипелаге ГУЛАГ» А. И. Солженицын связал памятник Юрию Долгорукому и Кенгирский мятеж заключённых, при подавлении которого погибло около 700 зэков:

«Всякий раз, когда вы проходите в Москве мимо памятника Долгорукому, вспоминайте: его открыли в дни кенгирского мятежа — и так он получился как бы памятник Кенгиру» .
- По следам розысков М. М. Герасимова в 1980-е состоялась ещё одна экспедиция в Киев, которую возглавил Виктор Харламов. В 1989 году экспедиция наконец разыскала захоронение «основателя Москвы». Ряд экспертиз подтвердил гипотезу, что археологи имеют дело именно с останками Юрия Долгорукого (хотя впоследствии высказывались сомнения в правильности выводов Харламова). По мнению исследователей, князь отличался низкорослым телосложением, был толстым, имел непропорционально длинные руки и ступни: его прозвище, которое было принято толковать иносказательно, вероятно, имело буквальный смысл. Он также страдал остеохондрозом — следовательно, верховая езда должна была причинять ему сильную боль. Московский скульптурный памятник совершенно не соответствует портрету, созданному учёными[14][15].
- Неосуществлённый проект Веры Мухиной предполагал принципиально иное решение образа Юрия Долгорукого. Планировалась одиночная фигура без намёка на воинственность: «основатель Москвы» представал в пышной древнерусской княжеской одежде, отороченной золотой вышивкой, облачённым в кафтан, в сафьяновых сапогах. Памятник предполагалось полностью покрыть разноцветными эмалями, что придавало бы монументу особую нарядность и праздничность. В проекте интересно решался постамент в форме капители. Посвящение было стилизовано под древнерусский язык: «На сем месте в году 1147 Юрием Долгоруким град Москва заложен». Это был один из самых необычных замыслов художницы. Проект памятника в переработанном виде Мухина реализовала как фарфоровую статуэтку с подглазурной росписью.[16]
- В глубине Тверской площади находится ещё один скульптурный памятник — Ленину. Он расположен за памятником Юрию Долгорукому, возле здания бывшего Института марксизма-ленинизма. Гранитный вождь работы С. Д. Меркурова появился на площади в 1940 году.